# Брат 3
«Брат 3» — російський художній фільм режисера Валерія Переверзєва, прем'єра якого очікується восени 2023 року. Попри назву, він не пов'язаний з картинами Олексія Балабанова «Брат» та «Брат 2». Головні ролі у картині зіграли брати Торсуєви.

## Сюжет
Дія фільму відбувається в Росії на початку XXI століття, у місті Тамбові. Сюжет не пов'язаний із картинами Балабанова. Герої стрічки — генеральська дочка, закохана в вуличного художника, члени злочинного угруповання, яке очолює брат-близнюк генерала, двоє грабіжників-невдах. За словами творців картини, це кілька кіноновел, на перший погляд, розрізнених, які з певного моменту поєднує одна історія.

## В ролях
- Олександра Вознесенська
- Тимур Чилянов
- Юрій Торсуєв
- Володимир Торсуєв
- Василь Карпенко
- Олів'є Сіу
- Давид Нурієв
- Дмитро Сафронов
- Наталія Рєпіна
- Ерік Робертс
- Олександр Донський[6]
- Костас Менділор
- Антон Зацепін
- Володимир Андросов
- Майкл Медсен
- Павло Безсонов
- Олександр Едігер
- Андрій Єршов
- Сергій Мезенцев
- Любов Рубцова

## Виробництво та прем'єра
У 2019 році у ЗМІ з'являлася інформація про те, що шоумен Стас Барецький має намір зняти фільм під назвою «Брат 3» з Діаною Шуригіною в одній із головних ролей. Це мало бути продовження картин Олексія Балабанова. Барецький, за його словами, вів переговори низкою відомих артистів. Ба більше, як повідомляв піар-директор Барецького Вадим Горжанкін, режисер має намір продавати ролі у своїй картині. Так, Горжанкін уточнив, що за головні ролі акторам доведеться заплатити від 5 млн рублів, за епізодичні ролі — від 500 тисяч рублів. Плани Барецького викликали обурення у шанувальників «Брата» та «Брата 2»; лунали навіть вимоги заборонити знімання. Зрештою, ідея Барецького залишилася нереалізованою.

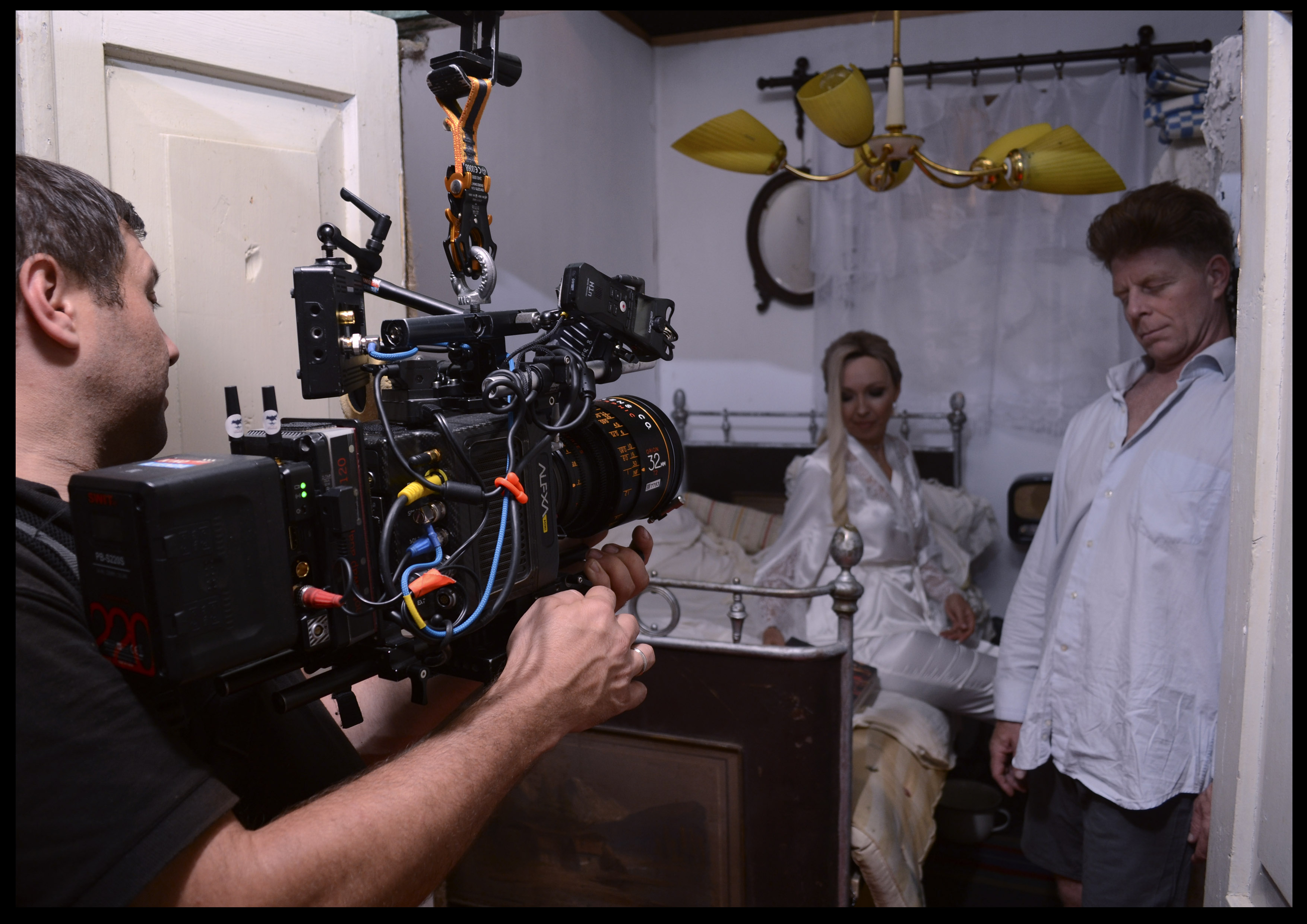

Наприкінці 2020 року розпочалася робота над новим проєктом під тією ж назвою. Режисером став Валерій Переверзєв, сценарій написав він же спільно зі своєю дружиною Юлією Переверзєвою, головні ролі отримали близнюки Володимир і Юрій Торсуєв, відомі завдяки радянській кінокартині «Пригоди Електроніка». Крім того, у проєкті беруть участь репер Птаха, син Нікаса Сафронова Дмитро та інші актори. Знімання почалися в Тамбові навесні 2021 року. Бюджет проєкту становитиме не менше ніж 60 мільйонів рублів , прем'єра має відбутися 2023 року. 11 червня 2021 року з'явився перший тизер фільму.
Для зйомок фільму був запрошений американський актор Ерік Робертс, який зіграв роль тамбовського поліціянта. Його напарника за сюжетом грає актор-початківець Андрій Єршов.
Прем'єра картини очікується восени 2023 року.

## Критика
Брат-III задовго до виходу отримував вкрай негативні відгуки від багатьох глядачів. Перший тизер «Брата-III» (у ньому репер Птаха ставить озброєному чоловікові з бородою запитання: «Скажи мені, цигане, у чому правда? » і отримує відповідь «У силі») мав широкий резонанс, до того ж викликав у користувачів російської інтернет-спільноти загальне обурення: у ньому побачили неповагу до пам'яті Олексія Балабанова та Сергія Бодрова-молодшого.
Сценарій картини визнано найкращим на XI Російському міжнародному кінофестивалі гостросюжетного кіно і горор фільмів «Крапля».